# Championnat d'Irlande de football 1929-1930
Navigation
Édition précédente Édition suivante
Le Championnat d'Irlande de football en 1929-1930. Le championnat est remporté par le Bohemian FC. C’est le troisième titre du club depuis les débuts du Championnat d'Irlande.

## Les 10 clubs participants
- Bohemian Football Club
- Bray Unknowns Football Club
- Brideville Football Club
- Drumcondra Football Club
- Dundalk FC
- Fordsons Football Club
- Jacob's Football Club
- Saint James's Gate FC
- Shamrock Rovers
- Shelbourne FC

## Classement
| Place | Club                  | Points | Victoires | Nuls | Défaites | Buts pour | Buts contre | Différence |
| ----- | --------------------- | ------ | --------- | ---- | -------- | --------- | ----------- | ---------- |
| 1er   | Bohemians FC          | 30     | 14        | 2    | 2        | 51        | 18          | +33        |
| 2e    | Shelbourne FC         | 29     | 14        | 1    | 3        | 59        | 25          | +34        |
| 3e    | Shamrock Rovers       | 26     | 12        | 2    | 4        | 44        | 22          | +22        |
| 4e    | Fordsons FC           | 19     | 8         | 3    | 7        | 33        | 33          | 0          |
| 5e    | Brideville FC         | 19     | 8         | 3    | 7        | 34        | 39          | -5         |
| 6e    | Dundalk FC            | 15     | 6         | 3    | 9        | 38        | 36          | +2         |
| 7e    | Drumcondra FC         | 15     | 5         | 5    | 8        | 26        | 37          | -11        |
| 8e    | Bray Unknowns         | 13     | 4         | 5    | 9        | 34        | 48          | -14        |
| 9e    | Saint James's Gate FC | 11     | 4         | 3    | 11       | 30        | 38          | -8         |
| 10e   | Jacob's FC            | 3      | 0         | 3    | 15       | 23        | 76          | -53        |

## Source
- (en) Alex Graham, Football in the Republic of Ireland : a Statistical Record 1921–2005, Soccer Books Ltd, novembre 2005, 142 p. (ISBN 978-1862231351).